# Якир, Яков Иосифович
Янкл Яки́р (идиш יאַנקל יאַקיר‎‎; 1908, Перлица, Бессарабская губерния — 1980, Нетания, Израиль) — бессарабский еврейский писатель, редактор и переводчик, журналист. Писал преимущественно на идише.

## Биография

### Ранние годы
Янкл Якир родился в бессарабском селе Перлица (сейчас Пырлица Унгенского района Молдовы), в подростковом возрасте жил в приграничном местечке Скуляны (теперь Скулены того же района) в 25 верстах от Перлицы. Окончил ивритскую гимназию «Моген-Довид» Цирельсона в Кишинёве.
Дебютировал в совместном с Герш-Лейб Кажбером и Герцл Гайсинер-Ривкиным сборнике «Онзог» (Анонс), изданном в 1931 году в Кишинёве. Сборник замышлялся как периодический орган группы молодых бессарабских писателей, впоследствии объединившихся в организацию «Юнг-Румэнье» (Румыния молодая) в Бухаресте. Печатался в кишинёвской ежедневной газете «Ундзер Цайт» (Наше время, редактор Золмэн Розенталь), различных периодических изданиях Бухареста, прежде всего в журнале «Шойбм» (Окна) под редакцией Янкев Штернберга и Шлоймэ Бикля.
В середине 1930-х годов вернулся в Кишинёв, в 1940—1941 годах работал учителем идиша в еврейской школе. В годы Великой Отечественной войны в эвакуации в Узбекистане, где сотрудничал с газетой «Эйникайт» (Единство) — органом Еврейского Антифашистского комитета. В 1945 году возвратился в Кишинёв и до 1948 года работал корреспондентом газеты «Эйникайт» в Молдавской ССР.

### Арест
16 февраля 1949 года Якир был арестован первым по т. н. делу № 5390 о «троцкистско-националистической» группе бессарабских еврейских литераторов. В конце сентября того же года осуждён на 10 лет исправительно-трудовых лагерей строгого режима и вместе с писателями Г. Гайсинер-Ривкиным, М. Сакциером и М. Альтманом отправлен в Куйбышев, откуда переправлен на Колыму. На Коцугане (Магаданской области) отбывал заключение вместе с одесским писателем Нотэ Лурье и поэтом Анатолием Жигулиным.
После освобождения и реабилитации в 1955 году вернулся в Кишинёв, где на протяжении 1950—1960-х годов работал в редакциях различных молдавских газет и редактором издательства Картя Молдовеняскэ. Занимался публицистикой на молдавском и русском языках; публиковал еврейскую беллетристику в газетах «Фолксштимэ» (Глас Народа, Варшава) и «Ди Найе Пресэ» (Новая пресса, Париж). С появлением журнала «Советиш Геймланд» (Советская Родина) в 1961 году в Москве начал с ним регулярное сотрудничество. На протяжении 1960-х годов опубликовал в журнале ряд рассказов и повестей. Под литературным псевдонимом Iacob Lăpuşneanu (Иакоб Лэпушняну) занимался переводами русской прозы и поэзии на молдавский язык, а также перевёл роман Шолом-Алейхема «Блуждающие звёзды».
После преждевременной смерти дочери (писательницы Светланы Якир, 1936—1971) выехал в Израиль (1972), где публиковался в «Иерушолаимэр Алманах» (Иерусалимский альманах, ред. Йосеф Керлер), «Ди Голдэнэ Кейт» (Серебряная цепочка, ред. А. Суцкевер), а также в американских изданиях «Ба Зих» (У себя) и «Ундзер Эйгн Ворт» (Наше собственное слово, оба в Нью-Йорке); на иврите в газетах «Маарив» и «Мознаим». В Израиле вышли книги рассказов и повестей Якира «А Шлитн мит Ишевникес» (Сани с сельчанами) и «Гешихтэс ун Портрэтн» (Истории и портреты) на идише, «Яреах Ноhэг ба-Кохавим» (Луна ведёт звёзды) на иврите, а также книга рассказов его дочери Светланы (Блюмэ) Якир в его переводе с русского языка на идиш («Ди Вайсэ Циг мит ди Зилбэрнэ Глэкэлэх» — Белая козочка с серебряными колокольчиками, Тель-Авив, 1976). Лауреат литературной премии им. Я. Фихмана.
Золовка Якира — известная писательница на идише Ентэ Маш. Внучка — Эйнат Якир (род. 1977) — израильский литератор, переводчица Корнея Чуковского на иврит. Другая внучка — Виктория Мунблит (1959—2019) — русскоязычная писательница и журналистка, ведущая «радио Дэвидзон» и «Все», редактор газеты «Вечерний Нью-Йорк».

## Книги
- אַ שליטן מיט ייִשובֿניקעס (а шлитн мит ишевникес — сани с сельчанами), Перец-Фарлаг: Тель-Авив, 1974.
- ירח נוהג בכוכבים (яреах ноhэг ба-кохавим — Луна ведёт звёзды, на иврите), Тель-Авив, 1975.
- געשיכטעס און פּאָרטרעטן (гешихтэс ун портрэтн — истории и портреты, посмертно), Перец-Фарлаг: Тель-Авив, 1981.